# عنکبوت‌های میان‌کشندی
عنکبوت‌های میان‌کشندی (نام علمی: Desidae) نام یک تیره از شاخه بندپایان است.